# آرخنته
آرخنته (به اسپانیایی: Argente) یک شهرستان در اسپانیا است که در استان تروئل واقع شده‌است.

## خصوصیات
آرخنته ۶۹ کیلومترمربع مساحت و ۲۵۸ نفر جمعیت دارد.